# Zach Hill
Zach Hill, född 28 december 1979, är en amerikansk musiker och konstnär. Han är främst känd som trummis, bland annat i musikgrupperna Hella, Nervous Cop och Death Grips, men är även soloartist där han tar hjälp av gästmusiker. Han är även konstnär och har bland annat designat många skivomslag till de projekt han är inblandad i. Fools Foundation i Sacramento hade under 2006 en utställning av Hills verk.

## Diskografi som soloartist
- Astrological Straits 2xCD/2xLP (12 augusti 2008, Ipecac/Anticon)
- Face Tat CD/LP (19 oktober 2010, Sargent House)
- Zach Hill / Raleigh Moncrief / Mason Lindahl / Ellie Fortune 2x7" (oktober 2010, Life's Blood)
- Lil Scuzzy 10" (2011, Altamont)